# Poiroux
Poiroux (auch: Le Poiroux) ist eine französische Gemeinde mit 1.234 Einwohnern (Stand: 1. Januar 2022) im Département Vendée in der Region Pays de la Loire. Poiroux gehört zum Arrondissement Les Sables-d’Olonne und zum Kanton Talmont-Saint-Hilaire-de-Riez. Die Einwohner werden Pérusiens oder Péruviens genannt.

## Geografie
Poiroux liegt nahe der Atlantikküste und etwa 20 Kilometer südsüdwestlich von La Roche-sur-Yon. Hier wird am Fluss Gué Chatenay der Lac de Finfarine aufgestaut. Im äußersten Nordosten der Gemeinde entspringt die Vertonne. Umgeben wird Poiroux von den Nachbargemeinden Grosbreuil im Norden und Nordwesten, Nieul-le-Dolent im Nordosten, Saint-Avaugourd-des-Landes im Osten, Avrillé im Südosten, Saint-Hilaire-la-Forêt im Süden sowie Talmont-Saint-Hilaire im Westen und Südwesten.

## Bevölkerungsentwicklung
| Jahr                      | 1962 | 1968 | 1975 | 1982 | 1990 | 1999 | 2006 | 2012 |
| Einwohner                 | 720  | 630  | 546  | 567  | 585  | 621  | 788  | 947  |
| Quelle: Cassini und INSEE |      |      |      |      |      |      |      |      |

## Sehenswürdigkeiten

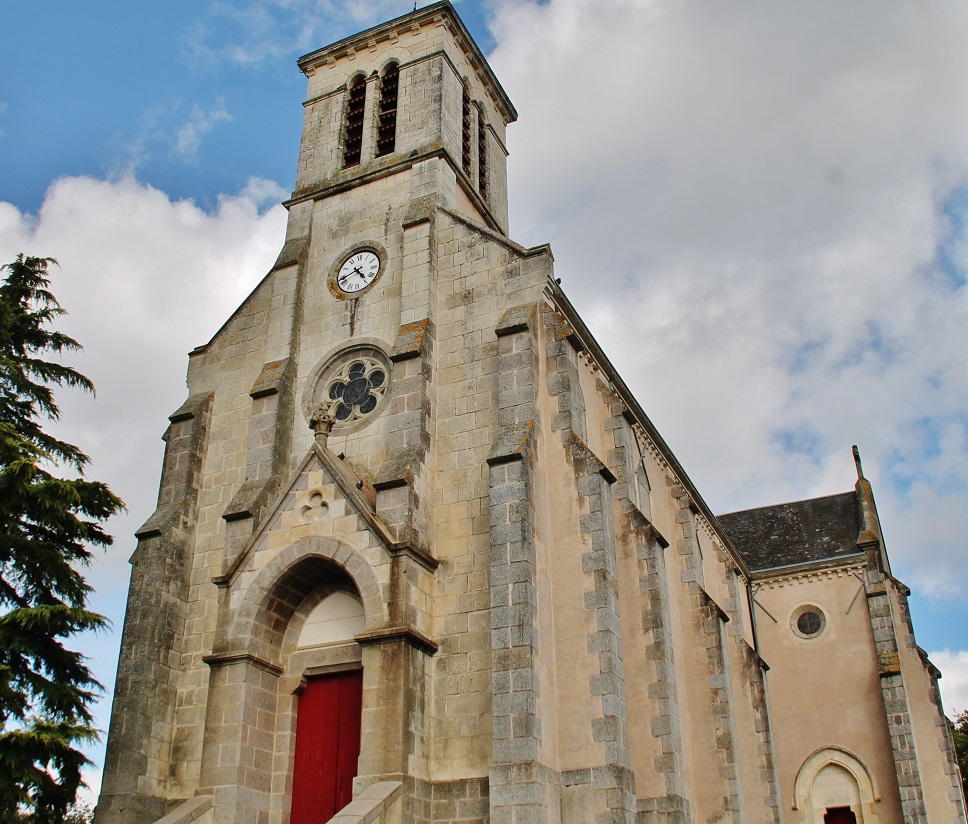
Kirche Saint-Eutrope

- Kirche Saint-Eutrope